# Guo Jianmei
Guo Jianmei (郭建梅S, Guō JiànméiP; Hua, 27 marzo 1960) è un'avvocatessa e attivista cinese.
Nel 2019 viene fregiata del premio Right Livelihood Award per "il suo lavoro pionieristico e persistente nel garantire i diritti delle donne in Cina". Nel 2005 inoltre, è una delle 1000 donne a ricevere una candidatura al Premio Nobel per la pace. È sposata con il famoso scrittore Liu Zhenyun dal 1985.

## Biografia
Nasce in una famiglia di contadini nella regione povera della Contea di Hua, nella provincia di Henan. Vedere la povertà, il sottosviluppo e la violazione dei diritti delle donne sia all'interno della sua stessa famiglia, che nel villaggio in cui vive diviene lo stimolo che le fa dedicare tutta la vita al miglioramento dei diritti delle donne in Cina.
Nel 1978, Guo inizia a frequentare la facoltà di giurisprudenza presso l'Università di Pechino, laureandosi nel 1983. Successivamente lavora presso il Ministero della Giustizia cinese e l'Associazione degli avvocati della Cina. Diventa inoltre direttrice esecutiva del Centro di servizi e ricerca giuridica per le donne della Facoltà di giurisprudenza dell'Università di Pechino.
Nel 1995, Guo partecipa al Quarto Forum internazionale per le avvocatesse e alla Conferenza mondiale delle Nazioni Unite sulle donne a Pechino.
Lo stesso anno fonda il "Beijing University Law School Women's Legal Research and Services Centre", la prima organizzazione non governativa senza scopo di lucro specializzata in assistenza legale alle donne in Cina. Il Centro cresce esponenzialmente, fino a diventare una forza influente nella salvaguardia dei diritti e degli interessi delle donne. Nel 2010, l'Università di Pechino si dissocia ufficialmente dal Centro, sancendo la fine dell'affiliazione con esso. Nel 2016 il governo cinese ordina e ottiene la chiusura definitiva del centro.
Nel 2001 partecipa alla revisione della legge sul matrimonio cinese e nel 2003 all'emanazione dei regolamenti per l'assistenza legale. Nel 2010 riceve il Premio Simone de Beauvoir e viene annunciata come prima ambasciatrice cinese contro la discriminazione per i malati di AIDS dall'OIL, l'Organizzazione internazionale del lavoro. Nel 2011 viene insignita dell'International Women of Courage Award dal Dipartimento di Stato degli Stati Uniti d'America. Nel 2019 vince il Right Livelihood Award.

## Opere
Oltre a curare 3 volumi delle popolari raccolte "Everyday Life Law" e "A Guide to Women's Legal Aid Cases", Guo scrive 9 libri:
- "妇女权益保障法指南" (Guida alla legge sulla protezione dei diritti e degli interessi delle donne) (co-autrice)
- "当代中国妇女权益保障的理论与实" (Teoria e pratica della protezione dei diritti e degli interessi delle donne nella Cina contemporanea)
- "中国法律援助的理论与实践" (Teoria e pratica dell'assistenza legale in Cina)
- "家庭暴力与法律援助" (Violenza domestica e assistenza legale)

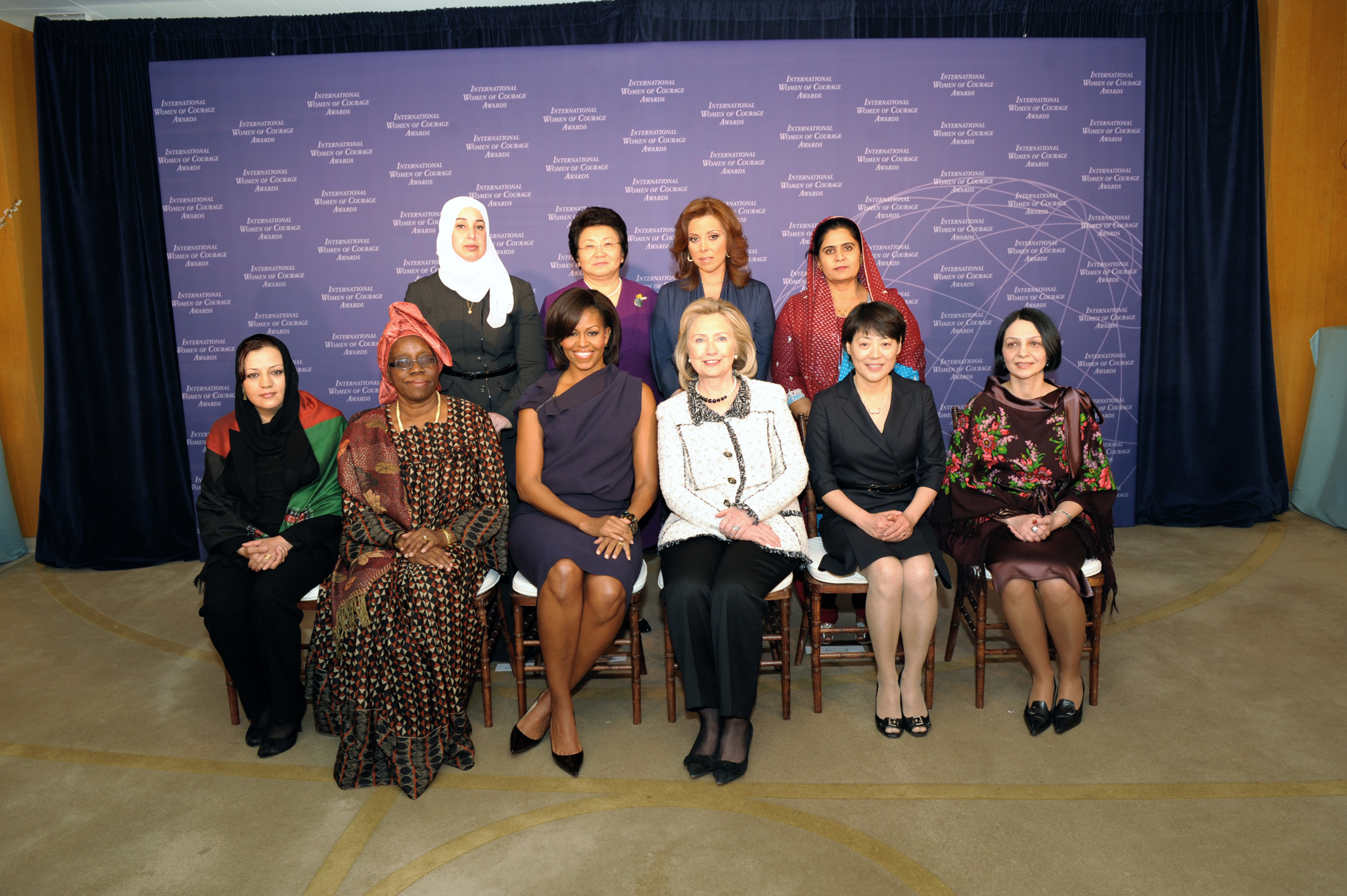
Guo Jianmei, con Michelle Obama, Hillary Clinton e le altre premiate all'International Women of Courage Award 2011

- "妇女法律援助案例·指南" (Guida ai casi di assistenza legale per le donne)
- "婚姻家庭疑难百问" (Cento domande su matrimonio e famiglia)
- "人身权利疑难百问" (Cento domande sui diritti personali)
- "劳动权益疑难百问" (Cento domande sui diritti dei lavoratori)
- "妇女权益保障工作常用法律法规汇编" (Compilazione di leggi e regolamenti comuni per la protezione dei diritti e degli interessi delle donne)

## Riconoscimenti
- 2007 – Premio "Global Women Leader Award", "Important Voice" della American International Women's Rights Organization.
- 2007 – Premio "Public Lawyer of the Year Award" della San Francisco Legal Aid Association[15]
- 2009 – Premio "COSMO Fashion Women of the Year Award" della rivista cinese "Fashion COSMOPOLITAN"[16]
- 2010 – Premio Simone de Beauvoir[12]
- 2011 – Premio International Women of Courage Award[13][14]
- 2019 – Premio Right Livelihood Award[2]